# Bo Oshoniyi
Adegboyega "Bo" Oshoniyi (nacido el 3 de noviembre de 1971 en Boston, Massachusetts) es un exfutbolista estadounidense. Su último club fue el Kansas City Wizards en la Major League Soccer.

## Trayectoria
| Período   | Club                                  |
| --------- | ------------------------------------- |
| 1990-1993 | Southern Connecticut State University |

| Período   | Club                | Partidos (goles) |
| --------- | ------------------- | ---------------- |
| 1995      | New York Centaurs   | 13 (0)           |
| 1996      | Columbus Crew       | 13 (0)           |
| 1997      | Connecticut Wolves  | 21 (0)           |
| 1998      | Charleston Battery  | 27 (0)           |
| 1999      | Atlanta Silverbacks | 28 (0)           |
| 2000-2006 | Kansas City Wizards | 96 (0)           |

- Datos: Q4931139